# Dichomitus anoectoporus
Dichomitus anoectoporus är en svampart som först beskrevs av Berk. & M.A. Curtis, och fick sitt nu gällande namn av Leif Ryvarden 1984. Dichomitus anoectoporus ingår i släktet Dichomitus och familjen Polyporaceae.   Inga underarter finns listade i Catalogue of Life.